# Куров Аскольд Олегович
Аско́льд Оле́гович Ку́ров (рос. Аскольд Олегович Куров; нар. 22 березня 1974, Коканд, Узбецька РСР, СРСР) — російський кінорежисер-документаліст.

## Життєпис
Аскольд Куров народився 22 березня 1974 року в місті Коканд Узбецької РСР. У 1991 році переїхав до Росії. Вивчав філологію, театр, теологію. Закінчив у 2010 році Школу документального кіно і документального театру Марини Розбєжкіної та Михайла Угарова.
У 2013 році фільм «Зима, йди!», знятий Куровим та ще декількома режисерами з Майстерні Розбєжкіної, присвячений російським протестним акціям грудня 2011 — березні 2012 років, отримав ряд міжнародних нагород і номінувався на «Ніку» та «Золотий орел» як найкращий неігровий фільм. У грудні того ж року на XIX Міжнародному фестивалі фільмів про права людини «Сталкер» Куров представив картину «Ленінленд», яку створив самостійно як режисер та автор сценарію. «Ленінленд», що розповідає про підмосковному музеї «Горки Ленінські»і його працівників, присвячений, за словами Курова, проблеми консервації радянського світу в сучасній Росії. У вересні 2014 «Ленінленд» брав участь в програмі XXIV Міжнародного кінофестивалю «Послання до Людини» (причому один з фестивальних показів відбувся на території слідчого ізолятора № 1, більш відомого як «Хрести»), за підсумками якого Куров отримав приз «Кентавр» за кращий дебют.
У 2014 році Аскольдом Курова спільно з Павлом Лопарьовим створили фільм «Діти 404». Стрічка присвячена російським підліткам, представникам ЛГБТ, та однойменній групі підтримки в Інтернеті. Російська прем'єра фільму відбулася 23 квітня 2014 року в Москві, міжнародна пройшла у Торонто. У червні фільм «Діти 404» став одним з помітних подій Міжнародного кінофестивалю «Дзеркало» імені Андрія Тарковського, викликавши бурхливі дискусії. Фестивальні покази фільму також були організовані у Владивостоці, Будапешті, Гамбурзі. За свідченням Курова, «на міжнародних кінофестивалях фільм проходить успішно», режисер також зазначив, що у Канаді «Діти 404» були включені в спеціальну програму документального кіно для школярів. У Росії ж прем'єру стрічки намагалися припинити так звані «православні активісти», а до її творців проявила інтерес прокуратура. Перешкодою для публічної демонстрації «Дітей 404» в Росії також є відсутність у фільму прокатного посвідчення, проте, це вимога законодавства було обійдено на фестивалі «Роби фільм», що пройшов у Москві в кінці жовтня: глядачі дивилися стрічку на орендованих або принесених із собою ноутбуках (в останньому випадку гостям огляду видавалися USB-флеш-накопичувачі з фільмом).
У 2014 році Аскольд Куров разом з українським режисером Андрієм Литвиненком почав знімати стрічку «Звільнити Олега Сенцова!» про українського режисера ув'язненого російською окупаційною владою. Влітку 2015 року на кінофестивалі «Дні українського кіно» в Берліні відбувся показ робочої версії фільму «З.О.С.» (повна назва «Звільніти Олега Сенцова»). Також наприкінці жовтня 2015 року у рамках програми «Спеціальні події» 45-го Київського міжнародного кінофестивалю «Молодість» були показані робочі матеріали фільму. Світова прем'єра стрічки під міжнародним назвою «The Trial: The State of Russia vs Oleg Sentsov» відбулася 11 лютого 2017 року на Берлінському міжнародному кінофестивалі, де він був представлений в секції «Berlinale Special». Українська прем'єра відбулася 25 березня 2017 року на міжнародному фестивалі документального кіно про права людини Docudays UA. В український прокат фільм випустила компанія Артхаус Трафік 6 квітня 2017.

## Фільмографія
- 2010 — «Чіллі»
- 2010 — «25 вересень»
- 2012 — «Зима, йди!» (в складі режисерської групи)[14]
- 2013 — «Ленінлянд»
- 2014 — «Діти 404» (спільно з Павлом Лопарьовим)
- 2017 — «Процес. Російська держава проти Олега Сенцова»